# الجامعة الأمريكية في رأس الخيمة
 الجامعة الأمريكية في رأس الخيمة  هي جامعة خاصة تم افتتاحها في أبريل 2009، بناءً على المرسوم الأميري من الشيخ سعود بن صقر القاسمي حاكم رأس الخيمة.
هي عبارة عن مؤسسة عامة ومستقلة للتعليم العالي، لا تهدف للربح، وتعتمد نظام التعليم المختلط، وتؤول ملكيتها للدولة. وتمنح الجامعة الدرجات العلمية لكلٍ من طلاب المرحلة الجامعية وطلاب الدراسات العليا على حدٍ سواء. وتوفر الجامعة الأمريكية في رأس الخيمة، باعتبارها إحدى مؤسسات التعليم العالي، برامج أكاديمية شاملة تستند إلى النموذج التعليمي المعمول به في أمريكا الشمالية، مع عدم إغفال السمات والخصائص الثقافية لمنطقة الخليج. كما تجمع برامجها الجامعية بين الأسس الراسخة في موضوع الدراسة الأساسي والتعليم العام واسع النطاق، في حين تعمل برامج الدراسات العليا التي تعتمدها على إعداد الطلاب وتأهيلهم لتلبية متطلبات المجالات المهنية التي سيضطلعون بها. وتلتزم الجامعة الأمريكية في رأس الخيمة بأعلى المعايير في مجالات التدريس، والبحوث، والأخلاقيات، وخدمة المجتمع، وتحرص على إثراء معارف خريجيها وصقل أفكارهم وإبداعهم، وتحوّلهم إلى أفراد قادرين على تحمل المسؤولية. برامج البكالوريوس من الضرورة بمكان أن يتلقى الطلاب مجموعة كبيرة من برامج الدرجات العلمية التي تحفل بالتحديات، بما يهدف إلى خلق بيئة جامعية صحية وتنافسية. لذلك، تولى أساتذتنا المتخصصون مهمة وضع برامج الدراسة الجامعية 2015، تقدم الجامعة - التي نعمل وفقها بالجامعة الأمريكية في رأس الخيمة. وإذ نستهل العام الدراسي 2016 الأمريكية في رأس الخيمة ثمانية عشر برنامجًا من برامج نيْل درجتي البكالوريوس والليسانس في كليات الآداب والعلوم، وإدارة الأعمال، والهندسة. وقد تم اعتماد كل البرامج رسميًا من قِبل لجنة الاعتماد الأكاديمي في وزارة التعليم العالي والبحث العلمي.
تجدر الإشارة إلى أن الجامعة الأمريكية في رأس الخيمة معتمدة من وزارة التعليم العالي والبحث العلمي في دولة الإمارات العربية المتحدة، وهي عضو اتحاد الجامعات العربية، وقدمت الجامعة في 30 أكتوبر 2014 طلب الحصول على عضوية المنظمة الأمريكية للاعتماد، الخاصة بلجنة كليات رابطة الجامعات والمدارس بجنوب الولايات المتحدة (SACSCOC)، لتعزيز مكانتها على الأصعدة الدولية وترسيخها.
البرامج الأكاديمية المعتمدة

برامج درجة البكالوريوس:

تقدم الجامعة الأمريكية في رأس الخيمة ثمانية عشر برنامجًا للبكالوريوس في كليات: الآداب والعلوم، وإدارة الأعمال، والهندسة. وهي معتمدة اعتمادًا رسميًا من لجنة الاعتماد الأكاديمي في وزارة التعليم العالي والبحث العلمي، وهذه البرامج هي:
كلية الآداب والعلوم

- كالوريوس الآداب في اللغة الإنجليزية
- الترجمة
- الآداب
- تدريس اللغة الإنجليزية
- بكالوريوس الآداب في الاتصال الجماهيري
- الإعلام الرقمي
- العلاقات العامة
- بكالوريوس العلوم في التقنيات الحيوية
- التقنيات الحيوية في الخلايا والجزيئات
- التقنيات الحيوية الطبية

كلية الإدارة

- بكالوريوس العلوم في المحاسبة
- بكالوريوس العلوم في إدارة الأعمال
- بكالوريوس العلوم في المالية
- الأعمال الدولية
- المالية والبنوك الإسلامية
- بكالوريوس العلوم في إدارة الموارد البشرية
- بكالوريوس العلوم في التسويق

كلية الهندسة

- بكالوريوس في العمارة
- بكالوريوس العلوم في الهندسة الكيميائية
- بكالوريوس العلوم في هندسة الحاسوب
- بكالوريوس العلوم في الهندسة المدنية والبنية التحتية
- بكالوريوس العلوم في علم الحاسوب
- بكالوريوس العلوم في الهندسة الإلكترونية وهندسة الاتصالات
- بكالوريوس العلوم في الهندسة الكهربائية
- بكالوريوس العلوم في الهندسة الصناعية
- بكالوريوس العلوم في الهندسة الميكانيكية
- بكالوريوس العلوم في الهندسة البترولية

برامج الدراسات العليا:

تقدم الجامعة الأمريكية في رأس الخيمة أربعة برامج ماجستير معتمدة اعتمادا كاملا من وزارة التّعليم العالي والبحث العلمي:
- ماجستير تنفيذي في إدارة الأعمال
- ماجستير في إدارة الأعمال
- ماجستير التربية في القيادة التربوية
- ماجستير العلوم في إدارة المشاريع الهندسية

البرنامج التأسيسي (معتمد من وزارة التعليم العالي والبحث العلمي):

البرنامج التأسيسي هو برنامج تجسير معتمد من وزارة التعليم العالي والبحث العلمي لسنة واحدة للطلاب الحاصلين على أقل من الحد الأدنى من متطلبات القبول وذلك لتحضيرهم للالتحاق بالبرنامج الأكاديمي. القبول في هذا البرنامج مفتوح لجميع الطلاب ما عدا الطلاب الذين درسوا المنهاج البريطاني.  
برنامج اللغة الإنجليزية (ELP):

في حالة عدم قدرة الطالب على تلبية متطلبات الكفاءة في اللغة الإنجليزية للالتحاق بالبرنامج الأكاديمي يتم إدخال الطالب في برنامج اللغة الإنجليزية حسب مستوى الطالب في اللغة الإنجليزية.
مركز التعليم المستمر

تتمثل مهمة مركز التعليم المستمر في رفع المهارات المهنية والتقنية لدى الطّلبة لتلبية المتطلبات العامة لوظائفهم المستقبلية، والمتطلبات المحددة في أسواق العمل ذات الصلة. ولتحقيق هذه الأهداف، يحرص «مركز التعليم المستمر» على توفير مجموعة متنوعة من البرامج التدريبية القياسية والمتخصصة، التي يحصل من خلالها الطّلبة على مؤهلات وشهادات معتمدة دوليًا.
يشمل مركز التعليم المستمر ثلاثة مراكز خاصة ببرامجه:
- مركز اللغات
- مركز التطوير المهني
- مركز المشاركة المجتمعية

يشمل شركاء مركز التعليم المستمر كلاً من: IELTS، TOEFL، Pearson VUE، AMEDEAST، ICDL، PROMETRIC، ABE، TOEIC، Ofqual، ESI، وإدارة الموارد البشرية.
مركز الأبحاث والابتكار في رأس الخيمة
مركز الأبحاث والابتكار في رأس الخيمة هو أحد المراكز التي تنتمي إلى الجامعة الأمريكية في رأس الخيمة، ويعمل هذا المركز كجسر تواصل بين الأكاديميين وتصنيع المنتجات المتطورة الحديثة. كما ويعمل مهندسونا ذوي الخبرة لتطوير حلول منافسة في مجال الطاقة المتجددة. مركز الأبحاث والابتكار في رأس الخيمة نشط أيضا في مجال الاستشارات، اختبارات الأداء، ودمج التكنولوجيا وفحص الطاقة، وتطوير النظام، ونقل التكنولوجيا إلى الصناعة والتدريب
موارد الحرم الجامعي ومرافقه

- مكتبة صقر: تقع مكتبة صقر في الطابق الأرضي من المبنى الأكاديمي (أ)، وتقوم بدور مهم في توفير الموارد والخدمات المعلوماتية اللازمة لدعم الأنشطة التعليمية والبحثية داخل الجامعة. وتضم المكتبة حاليًا ما يزيد على 20000 نوع مختلف من الكتب المطبوعة و 156000 من الكتب الإلكترونية و 22000 من البحوث والدراسات الإلكترونية.
- المرافق والموارد الحاسوبية
- مكتب الدعم الفني لتكنولوجيا المعلومات
- المختبرات (مختبرات الهندسة، ومختبرات العلوم، ومختبرات اللغات).

المنشآت الرياضية

تضم المنشآت الرياضية المفتوحة بالجامعة الأمريكية في رأس الخيمة ما يأتي:
- ملعبًا مفتوحًا مضاءً لكرة القدم، وملعبًا مفتوحًا مضاءً لكرة السلة، وملعبًا مفتوحًا مضاءً للتنس، وملعبًا مفتوحًا أسمنتيًّا مصغرًا مضاءً للكريكيت، ومسارًا للركض بطول 400 متر.
- قاعة مكيفة مغلقة متعددة الأغراض لممارسة الرياضات مثل كرة القدم، وكرة السلة، ولعبة الكريكيت، والكرة الطائرة، إضافةً إلى ملعبين لتنس الريشة، وكرة اليد، وفنون
- الدفاع عن النفس، وغرفة ممارسة رياضة اليوغا.
- مرافق الألعاب الداخلية بمراكز الأنشطة الطلابية، التي تتضمن معدات تنس الطاولة، وكرة القدم بالطاولة، والشطرنج، والدرافت، والألعاب الإلكترونية.
- صالة للألعاب الرياضية مجهزة بمجموعة من معدات التدرّب، تتضمن أثقالًا حرة، وآلات لخفض الوزن وتحسين عمل القلب.

المرافق ووسائل الراحة

- مكتبة (مركز طباعة وأدوات قرطاسية)
- مطعم
- مسجد
- موقف سيارات
- مرافق تصوير
- حراس أمن
- مركز أنشطة طلابية
- خدمة عيادة طبية
- متجر بقالة صغير
- صراف آلي

المواصلات

توفّر الجامعة حافلات يومية لتوصيل طلبة الجامعة الأمريكية في رأس الخيمة من منازلهم إلى الحرم الجامعي مقابل رسوم محدّدة.
السكن داخل الحرم الجامعي

توفر الجامعة الأمريكية في رأس الخيمة مرافق سكنية فاخرة، تطل مباشرةً على الحرم الجامعي. وتحتوي الغرف على اثنين من الأسرّة المزدوجة. وهي مزوّدة بحمامات داخلية وخِزانات مدمجة بها. وتجمع هذه الغرف بين الرحابة، والنظافة والإمكانات الحديثة؛ وتشمل الإقامة خدمة (wifi) المجانية وخدمات التنظيف على الدوام.
كما تحتوي كل غرفة على شرفة، ويسمح باستخدام أفران الميكروويف وأجهزة الطبخ الكهربائية لإعداد الوجبات الصغيرة.وتتوفر في كل طابق غرفة مشتركة للطلبة مزودة بوسائل التسلية من تلفاز ومعدات تسلية، بالإضافة إلى عدة غرف دراسة كبيرة.
ويمكن الحصول على غرف فردية مقابل رسوم إضافية..
وحرصًا على سلامة الطّلبة، توجد حراسة أمنية على المداخل وكاميرات مراقبة مزودة بدائرة تليفزيونية مغلقة مثبّتة حول المباني.

## الهوامش
1. ↑  About AURAKنسخة محفوظة 02 سبتمبر 2012 على موقع واي باك مشين.
2. ↑  News and Eventsنسخة محفوظة 25 ديسمبر 2011 على موقع واي باك مشين.